# Король (опера)
«Король» (итал. Il re) — опера в одном действии и трёх картинах итальянского композитора Умберто Джордано с либретто на итальянском языке Джоваккино Форцано. Премьера оперы состоялась в оперном театре «Ла Скала» в Милане 12 января 1929 года.

## Создание
Необычная для оперы XX века, «Король» был написан специально для Тоти даль Монте, колоратурного сопрано старой школы, как опера, в которой певица могла бы показать свое виртуозное пение. Тоти даль Монте несколько раз в течение своей карьеры исполняла роль Розалины, но после её ухода со сцены опера быстро утратила к себе интерес.

## Роли
| Роль                        | Певческий голос | Исполнитель 12 января 1929 дирижёр: Артуро Тосканини |
| --------------------------- | --------------- | ---------------------------------------------------- |
| Розалина                    | сопрано         | Тоти даль Монте                                      |
| Коломбелло                  | тенор           | Энцо де Муро Ломбанто                                |
| Король                      | баритон         | Арманд Краббе                                        |
| Мельник                     | бас             | Танкреди Пазеро                                      |
| Жена мельника               | меццо-сопрано   | Анжелика Кравкенко                                   |
| Священник                   | тенор           | Джузеппе Несси                                       |
| Юрист                       | бас             | Сальваторе Баккалони                                 |
| Гадалка                     | меццо-сопрано   | Лукия Аббрешия                                       |
| Голос аукциониста/дворецкий | баритон         | Аристид Баракки                                      |
| Первый церемониймейстер     | тенор           | Джованни Аццимонти                                   |
| Второй церемониймейстер     | тенор           | Пальмиро Доменикетти                                 |

## Сюжет
Первая картина
Мельник с женой к себе на мельницу приглашают священника, гадалку и юриста, чтобы те помогли разобраться в возникшей в семье мельника проблеме. Его дочь Розалина охладела к своему жениху Коломбелло и передумала выходить за него замуж. Советы пришедших противоречат друг другу и не имеют действия. Благодаря мольбам матери девушка признаётся, что несколько дней назад в лесу увидела красавца-короля во время королевской охоты и влюбилась в него, в придачу к этому птичка-предсказательница нагадала ей будущее, в котором девушка королева. Родители, выслушав историю, приходят в отчаянье, боясь, что дочь попусту загубит свою молодость, мечтая о несбыточном счастье и королевской жизни. Её жених Коломбелло обещает умереть, если Розалина не вернётся к нему. Внезапно раздаётся голос глашатая, объявляющего об аудиенции с королём тех, кто принесёт продукты в его дворец. Мельник с Коломбелло собираются к королю за помощью.
Вторая картина
Мельник, мельничиха и Коломбелло прибывают во дворец к королю и во время аудиенции рассказывают о проблеме с Розалиной. Узнав от них, что девушка красива, король обещает помочь, но с условием, что Розалина должна провести ночь с ним. Пришедшие протестуют против такой наглости, тогда их  арестовывают, и король велит привести во дворец Розалину.
Третья картина
Розалина во дворце, ей передают свадебное платье от самого короля, напомнившее ей платье, подаренное ранее Коломбелло. В комнату входит король и Розалина, не в силах сдержать свои чувства, признаётся ему в любви. Польщённый король приказывает слуге раздеть его. Розалина видит вышедшего из-за ширмы старого, лысого и тощего короля. В одну секунду она забывает о своей новой любви. Позже она признаётся Коломбелло, что исцелилась от любви к королю. Король просит Розалину не выдавать его тайну. Священник готов обвенчать молодых, гадалка предсказывает им счастливую судьбу, а юрист уже приготовил брачный контракт. Розалину и Коломбелло поздравляют, король дарит им подарки, все славят короля

## Записи
- Umberto Giordano: Il re and Mese mariano — итальянский международный оркестр и хор театра Петруццелли, дирижёр Ренато Палумбо[итал.]. Записано вживую на фестивале Festival della Valle d'Itria[англ.], в роли Кармелы Патриция Чофи. Лэйбл Dynamic (CDS-231)[2].